# Xã Madison, Quận Johnson, Missouri
Xã Madison (tiếng Anh: Madison Township) là một xã thuộc quận Johnson, tiểu bang Missouri, Hoa Kỳ. Năm 2010, dân số của xã này là 3.277 người.